# 佐藤勉
佐藤勉（1952年6月20日—），日本政治家。出身於栃木縣下都賀郡壬生町。七次當選眾議院議員，在自民黨中屬古賀派。曾任麻生內閣總務大臣、國家公安委員會委員長、特命擔當大臣（沖繩及北方對策·防災·地方分權改革）。

## 經歷
日本大學工學部土木工學科畢業。曾擔任株式會社間組的社員、栃木縣議員議員。1996年參加第41屆眾議院議員總選舉，在栃木縣第4區代表自民黨出戰並當選，至今連續當選了4次。
歷任厚生勞動大臣政務官、黨國會對策副委員長、黨子育對策小委員會事務局長、眾議院總務委員會委員長等職。
2007年8月29日，就任第一次安倍改造內閣的總務副大臣；同年9月27日，繼續留任福田康夫內閣的總務副大臣。
2008年9月24日，麻生內閣成立後晉升為國務大臣，任國家公安委員會委員長、沖繩及北方對策擔當·防災擔當大臣。2009年6月12日，總務大臣鳩山邦夫因日本郵政社長西川善文的留任問題而辭職，麻生太郎任命佐藤兼任鳩山的總務大臣和地方分權改革擔當大臣的職務，成為麻生內閣中繼与謝野馨（財務·經濟財政・金融擔當大臣）之後第二位兼任三職的閣僚。
日韓議員連盟成員。